# Tournoi pré-olympique de la CAF 1990-1992
Navigation
Séoul 1988 Atlanta 1996
Le tournoi pré-olympique de la CAF 1990-1992 a eu pour but de désigner les 3 nations qualifiées au sein de la zone Afrique pour participer au tournoi final de football, disputé lors des Jeux olympiques de Barcelone en 1992.
Le tournoi africain de qualifications pour les Jeux olympiques d’été de 1992 s'est déroulé sur quatre tours entre le 18 novembre 1990 et le 23 février 1992. Les trois qualifiés au tournoi olympique ont été déterminés, au terme des quatre rondes, à l'issue d'un système à élimination directe, réunissant les 32 nations inscrites au départ, disputé en match aller-retour et lors desquels la règle des buts marqués à l'extérieur est d'application. Après le dernier tour, le Maroc, le Ghana et l'Égypte se sont qualifiés pour le tournoi olympique.

## Pays qualifiés
| Dates                                  | Lieu      | Places | Qualifiés          |
| -------------------------------------- | --------- | ------ | ------------------ |
| du 18 novembre 1990 au 23 février 1992 | Itinérant | 3      | Maroc Ghana Égypte |

## Format des qualifications
Dans le système à élimination directe avec des matches aller et retour, en cas d'égalité parfaite au score cumulé des deux rencontres, les mesures suivantes sont d'application :

- La règle des buts marqués à l'extérieur est en vigueur,
- Organisation de prolongations et, au besoin, d'une séance de tirs au but, si les deux équipes sont toujours à égalité au terme des prolongations.

## Résultats des qualifications

### Premier tour
| Équipe 1     | Résultat | Équipe 2                  | Aller | Retour |
| ------------ | -------- | ------------------------- | ----- | ------ |
| Maurice      | 2 - 2 E  | Somalie (en)              | 1 - 0 | 1 - 2  |
| Mozambique   | 1 - 0    | Swaziland                 | 0 - 0 | 1 - 0  |
| Botswana     | 1 - 2    | Gabon                     | 0 - 0 | 1 - 2  |
| Éthiopie     | -        | Libye forfait             | -     | -      |
| Sénégal      | -        | Burkina Faso (en) forfait | -     | -      |
| Sierra Leone | -        | Mali forfait              | -     | -      |
| Mauritanie   | -        | Gambie forfait            | -     | -      |
| Togo         | -        | Congo forfait             | -     | -      |

#### Détail des rencontres
| 18 novembre 1990 | Maurice     | 1 - 0 | Somalie (en) | Stade George-V Curepipe, Maurice |                           |
| | François ?? | (? - ?) |              | Arbitrage : John Nkathazo        | Arbitrage : John Nkathazo |
| Sélection : Teelwah , Content (en), Rodolphe, Seerungen, Munso, Philogène, Appou, Boodhun, François, Sooklall, Bonomally, La Blache, César, St-Mart, Jaunoo, Aubeeluck, Curpanen (en), Aliphon, Castel, Rateau (en) | Équipes     | Sélection : Omar, Abuker, Alasow Mohamed, Ali Hussein, Nur, Abdurahman, Shikhuna, Winkey Hussein, Abdulahi , Adan, Yassin, Ali Mohamed, Mohamud Mohamed, Yusuf Mohamed, Mohamud Abdi, Abdulkardir, Abdirashid, Abdi Mohamed, Mao, Ahmed |              | Arbitrage : John Nkathazo        | Arbitrage : John Nkathazo |

| 18 novembre 1990                                                                                              | Mozambique | 0 - 0 | Swaziland | Estádio da Machava (en) Maputo, Mozambique |                            |
| |            | (0 - 0) |           | Arbitrage : Enock Nkambule                 | Arbitrage : Enock Nkambule |
| Paulo - Faife, Bebé, Afonsinho, Carlos - Jojó ( Amarildo), Nhaca ( Chico), Nelinho - Arnaldo, Tembe, Tchitcho | Équipes    | Maphanga - Matsebula, May ( Mthethwa), Gamedze ( Mabuza ), Sibandze - Saulos, Kunene, Zondo, Mkhonta - Dlamini, Nyembe |           | Arbitrage : Enock Nkambule                 | Arbitrage : Enock Nkambule |

| 18 novembre 1990 | Botswana | 0 - 0 | Gabon | Botswana National Stadium Gaborone, Botswana    |                                                 |
| |          | (0 - 0) |       | Spectateurs : 3 500 Arbitrage : Katongo Kabungo | Spectateurs : 3 500 Arbitrage : Katongo Kabungo |
| Masie - Dintwe , Tsatsilebe, Dologang, Wlasine - Wlalolowane, Malambo, Mbaakanyi, Mokgwathi ( Moyo) - Letsholo, Kopi (en) ( Marco) | Équipes  | Boukila - Bonga-Mayombo , Nyama, Ndong, Mintsa - Belangoye, Mambenda, Koumba - Mbongo'o, Aganga ( Doukagha), Ngampoussa |       | Spectateurs : 3 500 Arbitrage : Katongo Kabungo | Spectateurs : 3 500 Arbitrage : Katongo Kabungo |

| 30 novembre 1990 | Somalie (en)        | 2 - 1 | Maurice      | Mogadiscio Stadium Mogadiscio, Somalie  |                                         |
|                  | ? 20e · ? ?? (pén.) | (1 - 1) | François 15e | Spectateurs : 30 000 Arbitrage : Shisya | Spectateurs : 30 000 Arbitrage : Shisya |
|                  | Équipes             | Teelwah - Content (en), Boodhun, Seerungen, Munso - La Blache, Jaunoo ( César), Philogène - Appou, Bonomally ( Rodolphe), François |              | Spectateurs : 30 000 Arbitrage : Shisya | Spectateurs : 30 000 Arbitrage : Shisya |

| 2 décembre 1990 | Swaziland | 0 - 1 | Mozambique     | Somhlolo National Stadium Lobamba, Swaziland |                            |
| |           | (0 - 0)                                                                                                   | Tchitcho 90+7e | Arbitrage : Bester Kalombo                   | Arbitrage : Bester Kalombo |
| Maphanga - Matsebula ( Mabuza), May, Gamedze, S. Sibandze - Saulos ( B. Sibandze), Kunene, Zondo, Mkhonta - Dlamini, Nyembe | Équipes   | Paulo - Faife, Bebé, Francisco, Cachela - Alexandre, Jojó, Rogério, Nelinho - Arnaldo , Tembe ( Tchitcho) |                | Arbitrage : Bester Kalombo                   | Arbitrage : Bester Kalombo |

| 2 décembre 1990 | Gabon                           | 2 - 1   | Botswana     | Stade d'Honneur Libreville, Gabon           |                                             |
|                 | Bongo 34e · Mbongo'o 86e (pen.) | (1 - 1) | Letsholo 19e | Spectateurs : 35 000 Arbitrage : Omer Yengo | Spectateurs : 35 000 Arbitrage : Omer Yengo |

|  | Éthiopie | Q. - forfait | Libye |  |  |
|  |          |              |       |  |  |

|  | Sénégal | Q. - forfait | Burkina Faso (en) |  |  |
|  |         |              |                   |  |  |

|  | Sierra Leone | Q. - forfait | Mali |  |  |
|  |              |              |      |  |  |

|  | Mauritanie | Q. - forfait | Gambie |  |  |
|  |            |              |        |  |  |

|  | Togo | Q. - forfait | Congo |  |  |
|  |      |              |       |  |  |

### Deuxième tour

#### Groupe 1
| Équipe 1      | Résultat | Équipe 2            | Aller | Retour |
| ------------- | -------- | ------------------- | ----- | ------ |
| Soudan        | 1 - 4    | Égypte              | 1 - 2 | 0 - 2  |
| Mozambique    | 1 - 4    | Ouganda             | 0 - 1 | 1 - 3  |
| Maurice       | -        | Zambie disqualifié  | -     | -      |
| Malawi        | -        | Éthiopie forfait    | -     | -      |
| Cameroun      | -        | Gabon disqualifié   | -     | -      |
| Côte d’Ivoire | -        | Angola (en) forfait | -     | -      |

#### Détail des rencontres
| 10 août 1991 | Soudan     | 1 - 2   | Égypte                     | Stade municipal Khartoum, Soudan |                          |
|              | El-Nil 13e | (1 - 1) | Ibrahim 45+3e · Rayyan 72e | Arbitrage : Dick Nsubuga         | Arbitrage : Dick Nsubuga |

| 11 août 1991                                                                                                | Mozambique | 0 - 1                                                                                                   | Ouganda    | Estádio da Machava (en) Maputo, Mozambique |                                            |
| |            | (0 - 1)                                                                                                 | Ibrahim 5e | Arbitrage : Joseph Emanuel Rakotondrainibe | Arbitrage : Joseph Emanuel Rakotondrainibe |
| Pedro - Bebé, Casário, Afonsinho, Cachela ( Nhaca) - Alexandre, Nelinho, Tembe ( Tiago), Jojó - Fumo, Bâbai | Équipes    | Vally - Rogers, Richard ( Dens), Iss, Derck - Muckebe , Mambod ( Charles), Pejer, Ibrahim - Iddi, Enock |            | Arbitrage : Joseph Emanuel Rakotondrainibe | Arbitrage : Joseph Emanuel Rakotondrainibe |

| 23 août 1991 | Égypte         | 2 - 0   | Soudan | Nasser Stadium Le Caire, Égypte |                         |
| | Abougreisha ?? | (? - ?) |        | Arbitrage : Neji Jouini         | Arbitrage : Neji Jouini |
| | Rapport        |         |        | Arbitrage : Neji Jouini         | Arbitrage : Neji Jouini |
| El-Sewairki - Hamid (en), El-Houfi, El-Gamal, Haytham (en), Nakhla (en) - Ibrahim, Khashaba, Rayyan - Abougreisha, El-Asiouti | Équipes        |         |        | Arbitrage : Neji Jouini         | Arbitrage : Neji Jouini |

| 24 août 1991                                                                                        | Ouganda                      | 3 - 1 | Mozambique  | Stade Nakivubo Kampala, Ouganda |                           |
| | Kizito 19e 76e · Kyiombe 60e | (1 - 0) | Arnaldo 62e | Arbitrage : Mohamed Osman       | Arbitrage : Mohamed Osman |
| Vally - Mutebi, Kurumira, Semanyana, Muyanja - Katerega, Mickey, Onens, Kizito - Batambuzi, Kyiombe | Équipes                      | Nelito - Faife, Bebé, Afonsinho, Cachela - Jojó, Alexandre, Nelinho - Fumo ( Artur), Bâbai ( Tembe), Arnaldo |             | Arbitrage : Mohamed Osman       | Arbitrage : Mohamed Osman |

|  | Maurice | Q. - disqualifié | Zambie |  |  |
|  |         |                  |        |  |  |

|  | Malawi | Q. - forfait | Éthiopie |  |  |
|  |        |              |          |  |  |

|  | Cameroun | Q. - disqualifié | Gabon |  |  |
|  |          |                  |       |  |  |

|  | Côte d’Ivoire | Q. - forfait | Angola (en) |  |  |
|  |               |              |             |  |  |

#### Groupe 2
| Équipe 1 | Résultat | Équipe 2           | Aller | Retour |
| -------- | -------- | ------------------ | ----- | ------ |
| Tunisie  | 3 - 2    | Sénégal            | 3 - 1 | 0 - 1  |
| Algérie  | 0 - 1    | Sierra Leone       | 0 - 0 | 0 - 1  |
| Maroc    | 6 - 0    | Mauritanie         | 6 - 0 | 0 - 0  |
| Togo     | -        | Liberia forfait    | -     | -      |
| Ghana    | -        | Guinée disqualifié | -     | -      |
| Zimbabwe | -        | Zaïre forfait      | -     | -      |

#### Détail des rencontres
| 10 août 1991 | Tunisie                                  | 3 - 1   | Sénégal   | Stade olympique d'El Menzah Tunis, Tunisie |                                    |
|              | Hamrouni 14e · Rouissi 42e · Bouhali 82e | (2 - 1) | Bamba 30e | Arbitrage : Kadry Abdelazim Tewfik         | Arbitrage : Kadry Abdelazim Tewfik |

| 11 août 1991 | Algérie | 0 - 0   | Sierra Leone | Stade du 5-Juillet-1962 Alger, Algérie                      |                                                             |
| 19 h         | | (0 - 0) | | Spectateurs : 578 Diffuseur : ENTV Arbitrage : Idrissa Sarr | Spectateurs : 578 Diffuseur : ENTV Arbitrage : Idrissa Sarr |
| 19 h         | El-Moudjahid du 12 aout 1991 page sportive .                                                                            |         | | Spectateurs : 578 Diffuseur : ENTV Arbitrage : Idrissa Sarr | Spectateurs : 578 Diffuseur : ENTV Arbitrage : Idrissa Sarr |
| 19 h         | Beltitane - Bouras, Berrahma, Lazizi, Hamdani - Dziri, Benameur, Boussouf ( Kaoua), Amrouche - Rahim ( Bouaraâra), Maza | Équipes | Foday ( Ibrahim ) - Kallon (en), Peteh, Bangura , Osman - Mohamed, L. Conteh, Karim - A.T. Conteh (en), Kamara, Abdulai ( Sesay) | Spectateurs : 578 Diffuseur : ENTV Arbitrage : Idrissa Sarr | Spectateurs : 578 Diffuseur : ENTV Arbitrage : Idrissa Sarr |

| 11 août 1991 | Maroc                                                          | 6 - 0   | Mauritanie | Stade Mohammed-V Casablanca, Maroc                   |                                                      |
|              | Bouhlal (en) 6e 43e · Samadi 30e 35e · Ammouta 73e · Rokbi 85e | (4 - 0) |            | Spectateurs : 10 000 Arbitrage : Abderrahmane Bergui | Spectateurs : 10 000 Arbitrage : Abderrahmane Bergui |
|              | Rapport                                                        |         |            | Spectateurs : 10 000 Arbitrage : Abderrahmane Bergui | Spectateurs : 10 000 Arbitrage : Abderrahmane Bergui |

| 23 août 1991 | Mauritanie | 0 - 0   | Maroc | Stade olympique Nouakchott, Mauritanie |                    |
|              |            | (0 - 0) |       | Arbitrage : Pindra                     | Arbitrage : Pindra |

| 24 août 1991 | Sierra Leone | 1 - 0 | Algérie | Siaka Stevens Stadium Freetown, Sierra Leone |                          |
|              |              | (? - ?) |         | Arbitrage : Badou Jasseh                     | Arbitrage : Badou Jasseh |
|              | Équipes      | Sélection : Bouaghrara, Beltitane , Izri, Dziri, Zerrouki, Rahim, Kaoua, Bouras, Zeggah, Yadel, Benameur, Amrouche, Berrahma, Adda, Mébarki, Boussouf, Hamdani, Lazizi, Maza, Boursas |         | Arbitrage : Badou Jasseh                     | Arbitrage : Badou Jasseh |

| 25 août 1991 | Sénégal | 1 - 0   | Tunisie | Stade de l'Amitié Dakar, Sénégal |                        |
|              |         | (? - ?) |         | Arbitrage : Sinko Zeli           | Arbitrage : Sinko Zeli |

|  | Togo | Q. - forfait | Liberia |  |  |
|  |      |              |         |  |  |

|  | Ghana | Q. - disqualifié | Guinée |  |  |
|  |       |                  |        |  |  |

|  | Zimbabwe | Q. - forfait | Zaïre |  |  |
|  |          |              |       |  |  |

### Troisième tour

#### Groupe 1
| Équipe 1 | Résultat | Équipe 2              | Aller | Retour |
| -------- | -------- | --------------------- | ----- | ------ |
| Égypte   | 3 - 1    | Malawi                | 3 - 1 | 0 - 0  |
| Ouganda  | 1 - 4    | Cameroun              | 1 - 2 | 0 - 2  |
| Maurice  | -        | Côte d’Ivoire forfait | -     | -      |

#### Détail des rencontres
| 25 octobre 1991 | Égypte                      | 3 - 1   | Malawi         | Nasser Stadium Le Caire, Égypte |                            |
|                 | Ibrahim ?? · Abougreisha ?? | (? - ?) | Maduka (en) ?? | Arbitrage : Rachid Medjiba      | Arbitrage : Rachid Medjiba |

| 26 octobre 1991 | Ouganda | 1 - 2   | Cameroun | Stade Nakivubo Kampala, Ouganda |                                |
|                 |         | (? - ?) |          | Arbitrage : Joel Dwarf Mondoka  | Arbitrage : Joel Dwarf Mondoka |

| 9 novembre 1991 | Malawi | 0 - 0   | Égypte | Stade des Jeunes (en) Lilongwe, Malawi |                           |
|                 |        | (0 - 0) |        | Arbitrage : Lim Kee Chong              | Arbitrage : Lim Kee Chong |

| 10 novembre 1991 | Cameroun                       | 2 - 0   | Ouganda | Stade Ahmadou-Ahidjo Yaoundé, Cameroun        |                                               |
|                  | Djanwanjo 2e · Mbarga (en) 18e | (2 - 0) |         | Spectateurs : 25 000 Arbitrage : Louis Laryea | Spectateurs : 25 000 Arbitrage : Louis Laryea |

|  | Maurice | Q. - forfait | Côte d’Ivoire |  |  |
|  |         |              |               |  |  |

#### Groupe 2
| Équipe 1 | Résultat | Équipe 2     | Aller | Retour   |
| -------- | -------- | ------------ | ----- | -------- |
| Tunisie  | 5 - 6 ap | Zimbabwe     | 3 - 1 | 2 - 5 ap |
| Ghana    | 4 - 4 E  | Sierra Leone | 2 - 1 | 2 - 3    |
| Maroc    | -        | Togo forfait | -     | -        |

#### Détail des rencontres
| 27 octobre 1991 | Tunisie                            | 3 - 1                                                                                                | Zimbabwe           | Stade olympique d'El Menzah Tunis, Tunisie |                             |
|                 | Bouhali 40e 75e (pen.) · Rekik 58e | (1 - 1)                                                                                              | Kennedy Nagoli 10e | Arbitrage : Abdelali Naciri                | Arbitrage : Abdelali Naciri |
| Rekik 87e       | Équipes                            | Karim - Chigwenje, Rwodzi, Mkandawire , ? - Nagoli, Nkonjera, Maringa - Chuma, P. Ndlovu , A. Ndlovu |                    | Arbitrage : Abdelali Naciri                | Arbitrage : Abdelali Naciri |

| 27 octobre 1991 | Ghana         | 2 - 1   | Sierra Leone | Accra Sports Stadium Accra, Ghana |                         |
| | Quaye 28e 63e | (1 - 0) | Kamara 76e   | Arbitrage : Alhagi Faye           | Arbitrage : Alhagi Faye |
| Addo - Amankwah, Adjei, Kalilu - Acheampong, V. Mensah ( Lee), Kumah , Quaye - Naawu (en) ( N. Mensah (en)), Bekoe, Akkonor | Équipes       |         |              | Arbitrage : Alhagi Faye           | Arbitrage : Alhagi Faye |

| 9 novembre 1991 | Sierra Leone       | 3 - 2   | Ghana                   | Siaka Stevens Stadium Freetown, Sierra Leone |                                          |
|                 | ? ?? · ? ?? · ? ?? | (? - ?) | Akkonor 88e · Kumah 90+ | Arbitrage : Dodji Mawuk Hounnake-Kouassi     | Arbitrage : Dodji Mawuk Hounnake-Kouassi |

| 10 novembre 1991 | Zimbabwe                                                | 5 - 2 a. p.    | Tunisie                    | Barbourfields Stadium Bulawayo, Zimbabwe |                             |
|                  | A. Ndlovu 30e 115e · P. Ndlovu 50e 109e · Sawu (en) 81e | (1 - 0, 3 - 1) | Rouissi 70e · Sellimi 116e | Arbitrage : Laurent Pettcha              | Arbitrage : Laurent Pettcha |

|  | Maroc | Q. - forfait | Togo |  |  |
|  |       |              |      |  |  |

### Quatrième tour
| Équipe 1 | Résultat | Équipe 2 | Aller | Retour |
| -------- | -------- | -------- | ----- | ------ |
| Égypte   | 4 - 1    | Zimbabwe | 3 - 0 | 1 - 1  |
| Cameroun | 0 - 2    | Maroc    | 0 - 0 | 0 - 2  |
| Ghana    | 10 - 1   | Maurice  | 6 - 0 | 4 - 1  |

#### Détail des rencontres
| 7 février 1992 | Égypte                      | 3 - 0   | Zimbabwe | Nasser Stadium Le Caire, Égypte |                         |
|                | Youssef ?? · Abougreisha ?? | (? - ?) |          | Arbitrage : Badara Sène         | Arbitrage : Badara Sène |

| 9 février 1992 | Cameroun | 0 - 0   | Maroc | Stade Ahmadou-Ahidjo Yaoundé, Cameroun |                           |
|                |          | (0 - 0) |       | Arbitrage : Lim Kee Chong              | Arbitrage : Lim Kee Chong |

| 9 février 1992                                                                                                  | Ghana                                                          | 6 - 0 | Maurice | Baba Yara Stadium Kumasi, Ghana |                            |
| | Konadu 23e · Rahman 33e · Quaye 47e 57e · Kumah 71e 74e (pen.) | (2 - 0) |         | Arbitrage : Mohamed Sendid      | Arbitrage : Mohamed Sendid |
| A. Mensah - Adjei, Amankwah ( Owusu), J. Addo, Kalilu - Lee, Rahman, Kumah - Konadu, Quaye, Aryee ( Acheampong) | Équipes                                                        | Auguste - La Blache, Content (en), Curpanen (en), Munso - César, Jaunoo, Philogène, Boodhun - Rodolphe, François |         | Arbitrage : Mohamed Sendid      | Arbitrage : Mohamed Sendid |

| 23 février 1992 | Zimbabwe      | 1 - 1   | Égypte          | Barbourfields Stadium Bulawayo, Zimbabwe     |                                              |
|                 | Sawu (en) 18e | (1 - 0) | Abougreisha 65e | Spectateurs : 35 000 Arbitrage : Neji Jouini | Spectateurs : 35 000 Arbitrage : Neji Jouini |

| 23 février 1992 | Maroc                      | 2 - 0   | Cameroun | Stade Mohammed-V Casablanca, Maroc |                         |
|                 | El-Badraoui 6e · Bahja 88e | (1 - 0) |          | Arbitrage : Alhagi Faye            | Arbitrage : Alhagi Faye |
|                 | Rapport                    |         |          | Arbitrage : Alhagi Faye            | Arbitrage : Alhagi Faye |

| 23 février 1992 | Maurice     | 1 - 4 | Ghana                                  | Stade George-V Curepipe, Maurice     |                                      |
| | François ?? | (0 - 2) | Kumah 25e · Rahman 36e · Konadu 48e ?? | Arbitrage : Pierre Alain Mounguengui | Arbitrage : Pierre Alain Mounguengui |
| | Rapport     | |                                        | Arbitrage : Pierre Alain Mounguengui | Arbitrage : Pierre Alain Mounguengui |
| Teelwah - Chiu Chung, Content (en), Boodhun, Munso - Curpanen (en), César, Philogène - Rodolphe, François, Appou ( Mandarin) | Équipes     | Sélection : A. Mensah , S. Addo , Adjei, J. Addo, Owusu, Kalilu, Acheampong, Amankwah, Rahman, Kumah , Alamu, Aryee, Quaye, Konadu, Akkonor, Duah, Lee, Dodoo |                                        | Arbitrage : Pierre Alain Mounguengui | Arbitrage : Pierre Alain Mounguengui |